# Coves de Lascaux
Les coves de Lascaux (en occità: Las Caus) contenen un dels conjunts més importants de pintures rupestres del Paleolític superior pel nombre i la qualitat estètica de les seves obres.
Les pintures i els gravats que hi figuren no han pogut ser datats amb precisió. La seva antiguitat s'estima entre 18.000 i 15.000 anys, a partir d'estudis realitzats sobre els objectes descoberts a la cova. Les pintures han estat associades molt temps al magdalenià, però els últims estudis plantegen que es podrien datar del solutrià.

## Història
La cova de Las Caus (Cantó de Montinhac, Occitània) va ser descoberta el 12 de setembre de 1940 per quatre adolescents: Marcel Ravidat, Jacques Marsal, Georges Agnel, i Simon Coencas, acompanyats per Robot, el gos de Ravidat, el qual segons algunes versions va tenir un paper protagonista en la troballa. La cova presenta un dels conjunts de pintures rupestres més importants de l'art paleolític. Té una planta semblant a una Y. A la bifurcació hi ha la Sala dels Braus, un espai ampli on se situen les pintures de la imatge. D'aquesta sala parteix el diverticle axial, que de fet és la perllongació de la galeria d'entrada, i el diverticle dret, que comunica amb altres àmbits més amagats. Al llarg de tots aquests espais es distribueixen més de mil representacions entre pintures i gravats.
L'estudi del sediment arqueològic de la cova ha permès datar l'ocupació cap al 15.000 aC; fins a la descoberta recent de les coves de Chauvet i Cosquer, hom creia que Las Caums era el santuari rupestre en cova profunda més antic.

## Pintures
La pintura utilitzada es fabricava amb terra de color, productes minerals: òxid de manganès per al color negre i òxids de ferro per als vermells, marrons i grocs. Els pigments es diluïen en aigua rica en carbonat de calci, cosa que ha contribuït a fixar-los. Les figures es dibuixaven començant per la silueta exterior i posteriorment es traçaven els detalls interiors i s'acolorien determinades àrees. Les representacions són monocromes o bicromes.
La temàtica és bàsicament animalística i se centra en els animals que eren objecte de cacera, com els braus, els cavalls, els bisons i els cérvols, tot i que també hi ha felins i alguna representació humana. Són nombrosos també els signes de caràcter simbòlic.
Lascaux és un exemple remarcable de l'esforç dels artistes del Paleolític per a reproduir la tercera dimensió. El recurs més emprat és l'anomenada perspectiva semitorçada. Aquesta consisteix a representar el cos i el cap de perfil, i les banyes i potes de tres quarts, com es pot observar al brau i als cérvols de la imatge. Un altre recurs freqüent és l'aprofitament de les formes de la roca. La mida de les figures sembla respondre a una jerarquització brau-cavall-cérvol. Dins de la classificació estilística de Leroi-Gourhan, les figures de Lascaux corresponen majoritàriament a l'estil III, caracteritzat pels lloms sinuosos, l'aspecte inflat dels cossos i la menudesa dels caps i les extremitats, i la disposició separada de les potes, que expressa moviment.
Les cerques in situ a les Coves de Lascaux han identificat forats als murs de les coves que serviren de suport de bastides que permetien pintar sostres inaccessibles directament. També han estat trobades restes de fibres vegetals, interpretades com a romanalles de cordes que permetien lligar els elements de la bastida.

## Galeria d'imatges

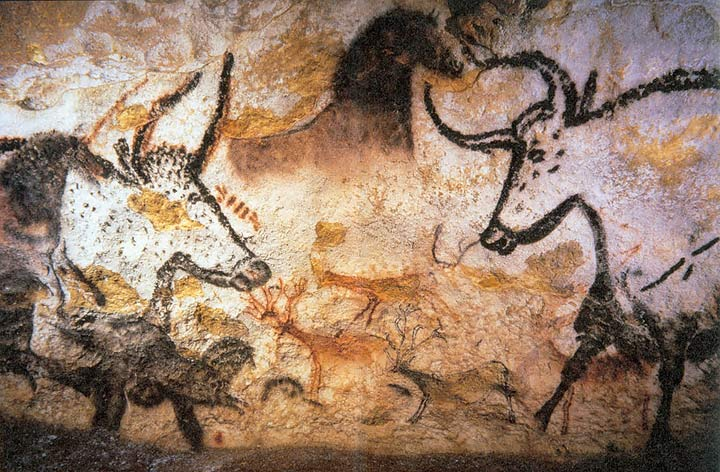
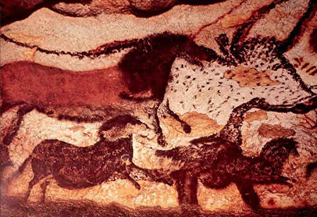
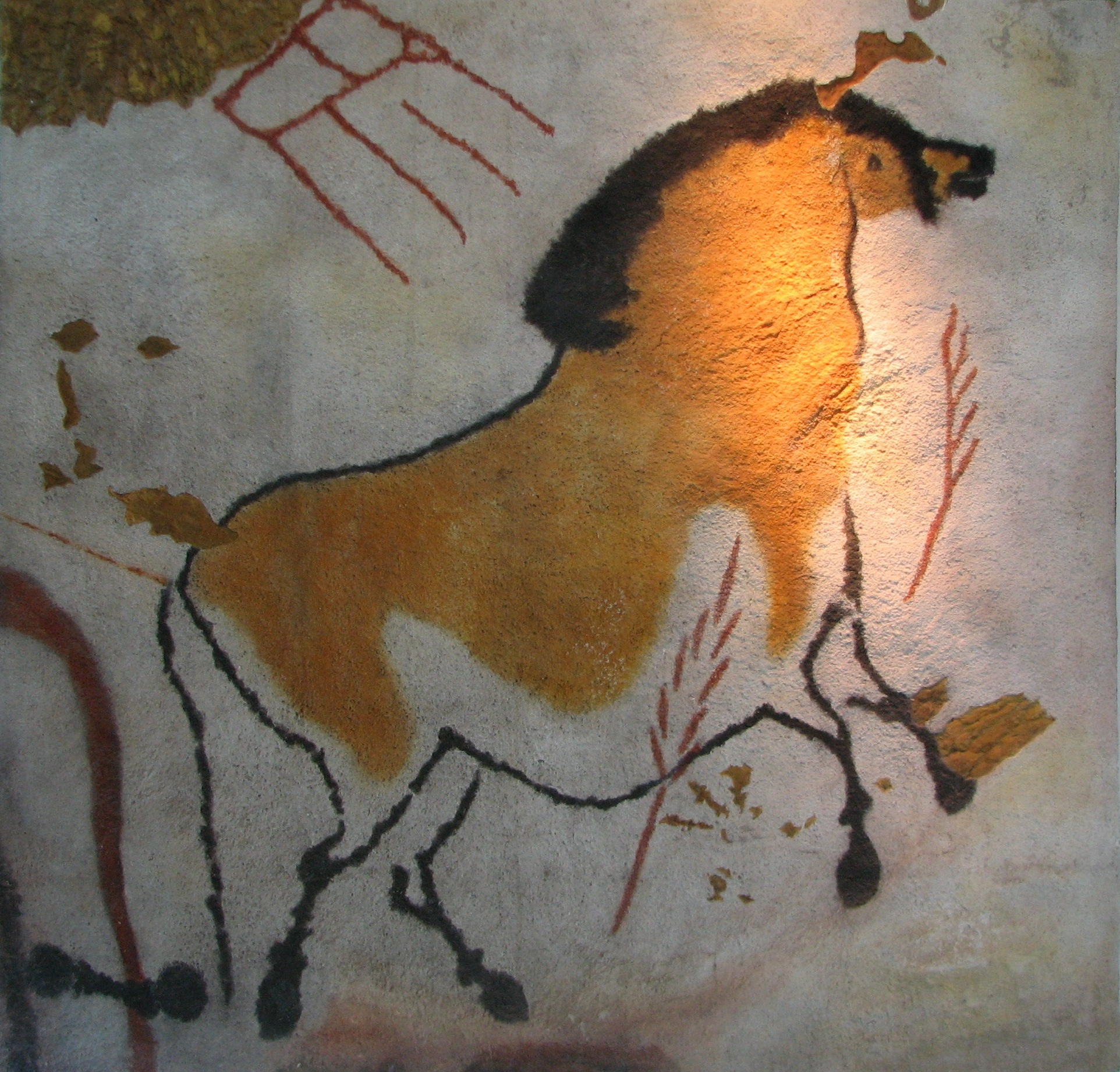
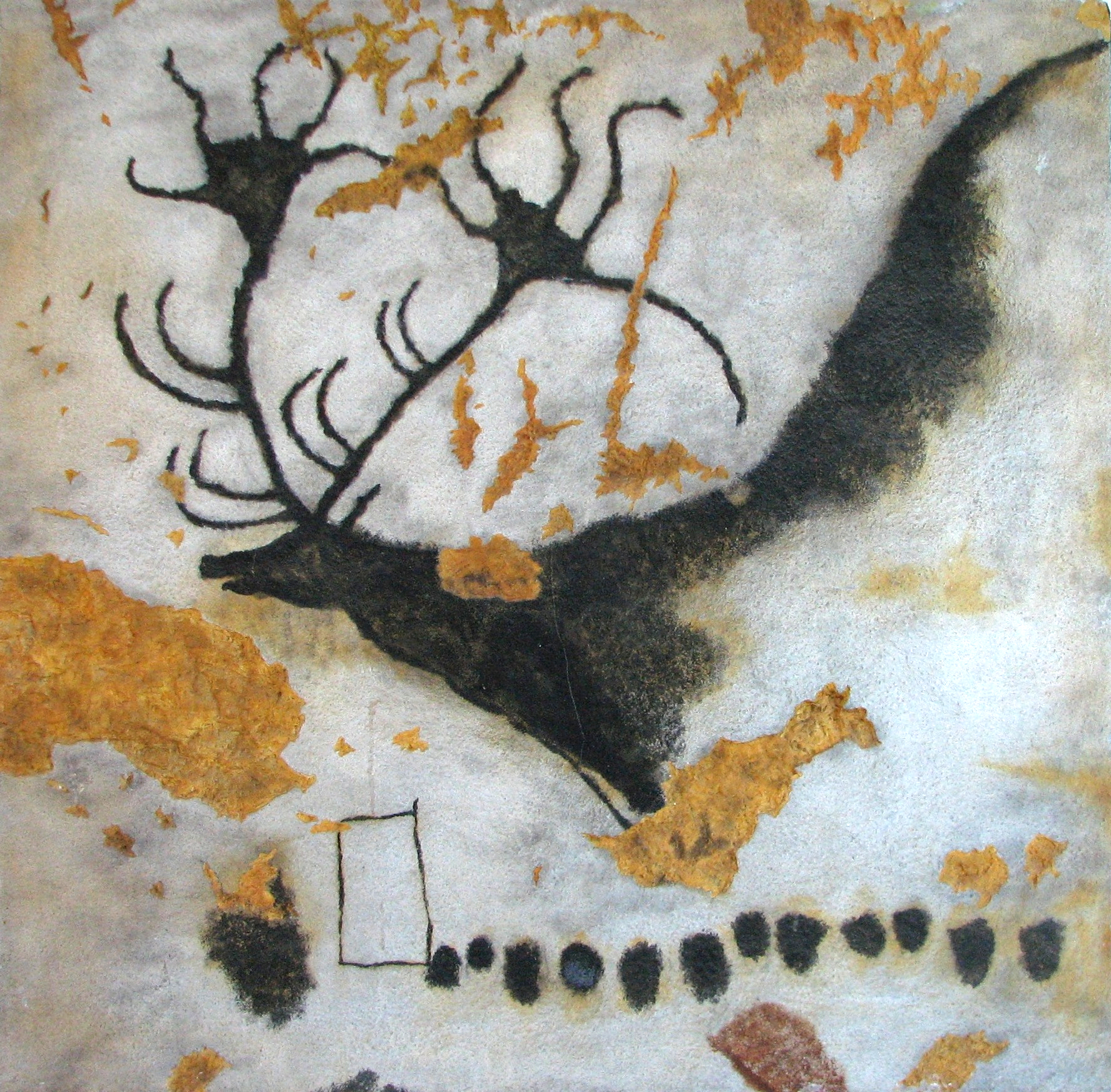
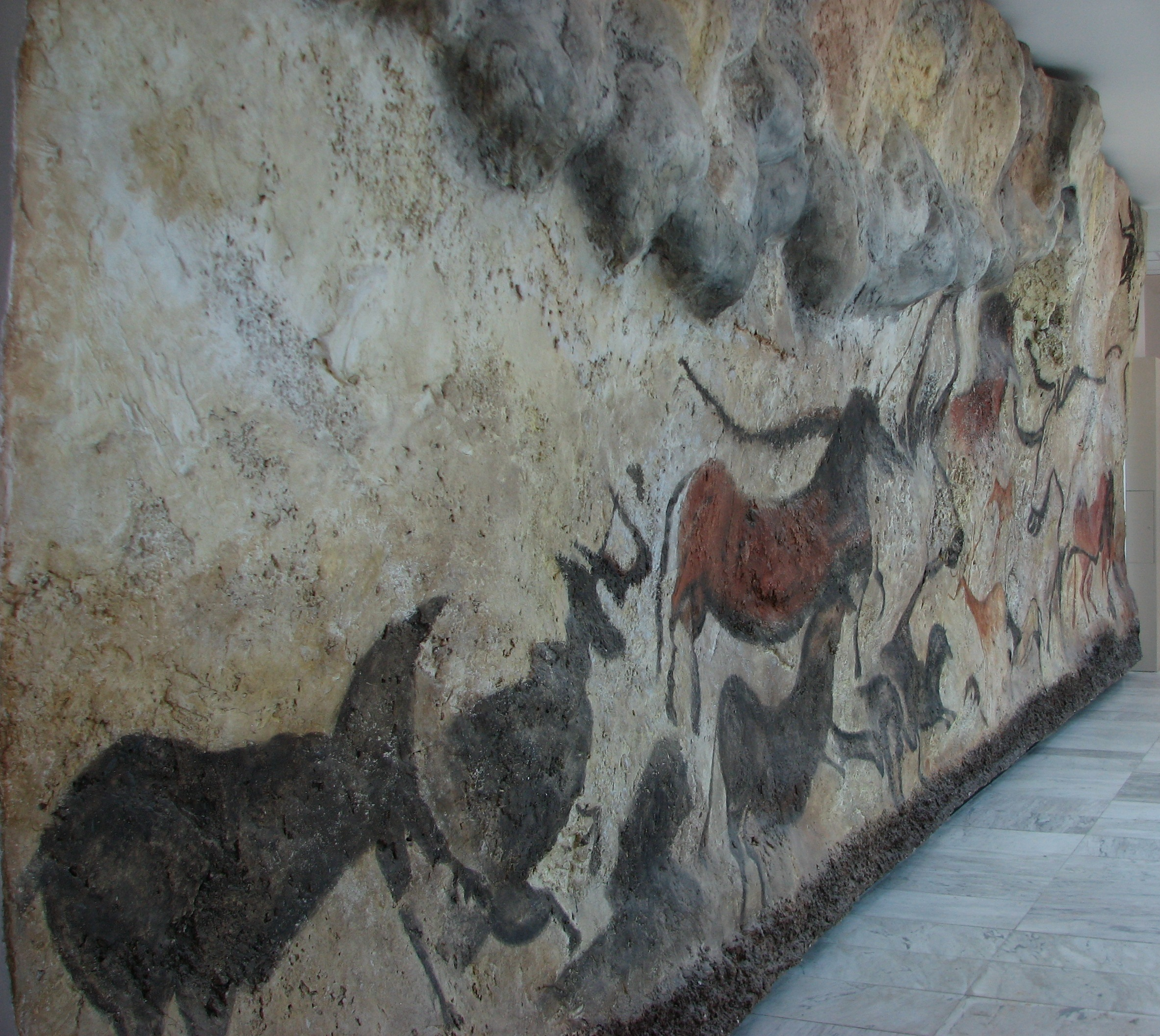
Rèplica de les pintures a Brno